# Communauté rurale de Sam Yabal
La communauté rurale de Sam Yabal est une communauté rurale du Sénégal située au nord-ouest du pays. 
Elle fait partie de l'arrondissement de Darou Mousty, du département de Kébémer et de la région de Louga.